# Advanced Drug Delivery Reviews
Advanced Drug Delivery Reviews, abgekürzt Adv. Drug Deliv. Rev., ist eine wissenschaftliche Fachzeitschrift, die vom Elsevier-Verlag veröffentlicht wird. Die Zeitschrift erscheint derzeit mit zwölf Ausgaben im Jahr. Es werden Arbeiten veröffentlicht, die sich mit kritischen Analyse von fortgeschrittenen Arzneimittel- oder Genfreisetzungssystemen und ihrer Anwendung in der Human- und Veterinärmedizin beschäftigen.
Der Impact Factor lag im Jahr 2014 bei 15,038. Nach der Statistik des ISI Web of Knowledge wird das Journal mit diesem Impact Factor in der Kategorie Pharmakologie und Pharmazie an vierter Stelle von 254 Zeitschriften geführt.